# Polycyathus muellerae
Polycyathus muellerae is een rifkoralensoort uit de familie van de Caryophylliidae. De wetenschappelijke naam van de soort is voor het eerst geldig gepubliceerd in 1959 door Abel.